# Chavarriella syncrasis
Chavarriella syncrasis là một loài bướm đêm trong họ Geometridae.